# تشاوش قلي
تشاوش‌ قلي هي قرية في مقاطعة خوي، إيران. يقدر عدد سكانها بـ 676 نسمة بحسب إحصاء 2016.